# Harmogenanina subdetecta
Harmogenanina subdetecta fue una especie de molusco gasterópodo de la familia Helicarionidae en el orden de los Stylommatophora.

## Distribución geográfica
Fue  endémica de la Isla Reunión.